# Neoperla flexiscrotata
Neoperla flexiscrotata és una espècie d'insecte plecòpter pertanyent a la família dels pèrlids.

## Descripció
- El mascle fa entre 11,5 i 13 mm de llargària, mentre que la femella oscil·la entre 15 i 17.
- Els adults presenten el cap de color groc, les antenes de color marró fosc i les ales transparents.[5]

## Hàbitat
En el seu estadi immadur és aquàtic i viu a l'aigua dolça, mentre que com a adult és terrestre i volador.

## Distribució geogràfica
Es troba a la Xina: Guangxi i Guizhou.